# イグラ (ドッキングシステム)
イグラ（ロシア語: Игла、針の意）はソ連のソユーズ宇宙船の自動ドッキングシステム。
最初の試作型は1965年後半に作成された。1967年10月30日、最初のソユーズの無人ドッキングが行われた。

## 問題
- 1967年8月26日、ソユーズ15号ミッションでサリュート3号へのドッキングを行うが、システムの不具合により断念。このとき、手動のバックアップシステムはなかった[4]。
- 1976年6月22日に打ち上げられたサリュート5号は発展型の電波システムを搭載していた。1976年7月6日、ソユーズ21号は自動ドッキングに問題があったが、手動でのドッキングが可能であった。ソユーズ23号はシステムの不具合によりステーションへの接近に失敗し、ミッションを断念して地球に帰還した[5]。

## クルス
1986年、イグラの役割は後継のクルスドッキングシステムに引き継がれた。クルスはソユーズTM-2ミッションで最初に使用された。